# Ctenochaetus
Ctenochaetus es un género de peces cirujano, de la familia Acanthuridae. 
Son ágiles nadadores, sociables con la mayoría de habitantes del arrecife, a excepción de machos territoriales de su misma especie.
Poseen la morfología típica de su familia, cuerpo comprimido y ovalado. La boca es pequeña y discretamente protráctil. Como todos los peces cirujano, de ahí les viene el nombre común, tiene 2 espinas extraíbles a cada lado de la aleta caudal; las usan para defenderse de otros peces, o para amenazar a quién represente un posible competidor en su territorio.
Suelen verse en muros de arrecifes y pendientes pronunciadas, en aguas expuestas a fuertes corrientes y altamente oxigenadas. Se localizan desde aguas someras hasta los 100 metros de profundidad; y en un rango de temperatura entre 22.36 y 29.33 °C.
Se distribuyen en el océano Índico y en el Pacífico. Desde la costa este africana, incluyendo el Mar Rojo, hasta Hawái, California y Centroamérica; al norte en Japón y al sur hasta Australia.

## Especies
El Registro Mundial de Especies Marinas acepta las siguientes especies en el género, habiéndose evaluado el estado de conservación de todas ellas como de "preocupación menor", por la UICN:
- Ctenochaetus binotatus Randall, 1955
- Ctenochaetus cyanocheilus Randall & Clements, 2001
- Ctenochaetus flavicauda Fowler, 1938
- Ctenochaetus hawaiiensis Randall, 1955
- Ctenochaetus marginatus (Valenciennes, 1835)
- Ctenochaetus striatus (Quoy & Gaimard, 1825)
- Ctenochaetus strigosus (Bennett, 1828)
- Ctenochaetus tominiensis Randall, 1955
- Ctenochaetus truncatus Randall & Clements, 2001

## Galería

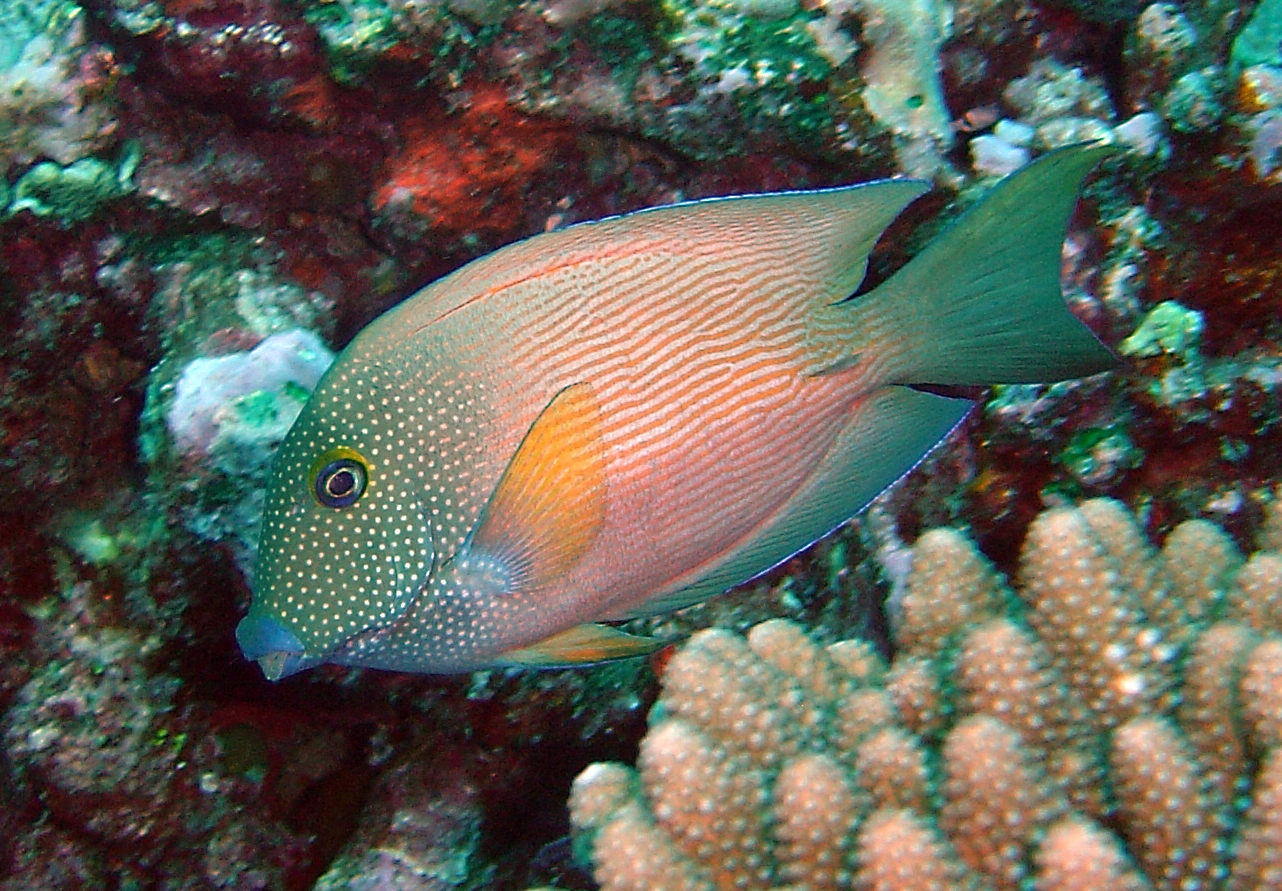
Ctenochaetus cyanocheilus
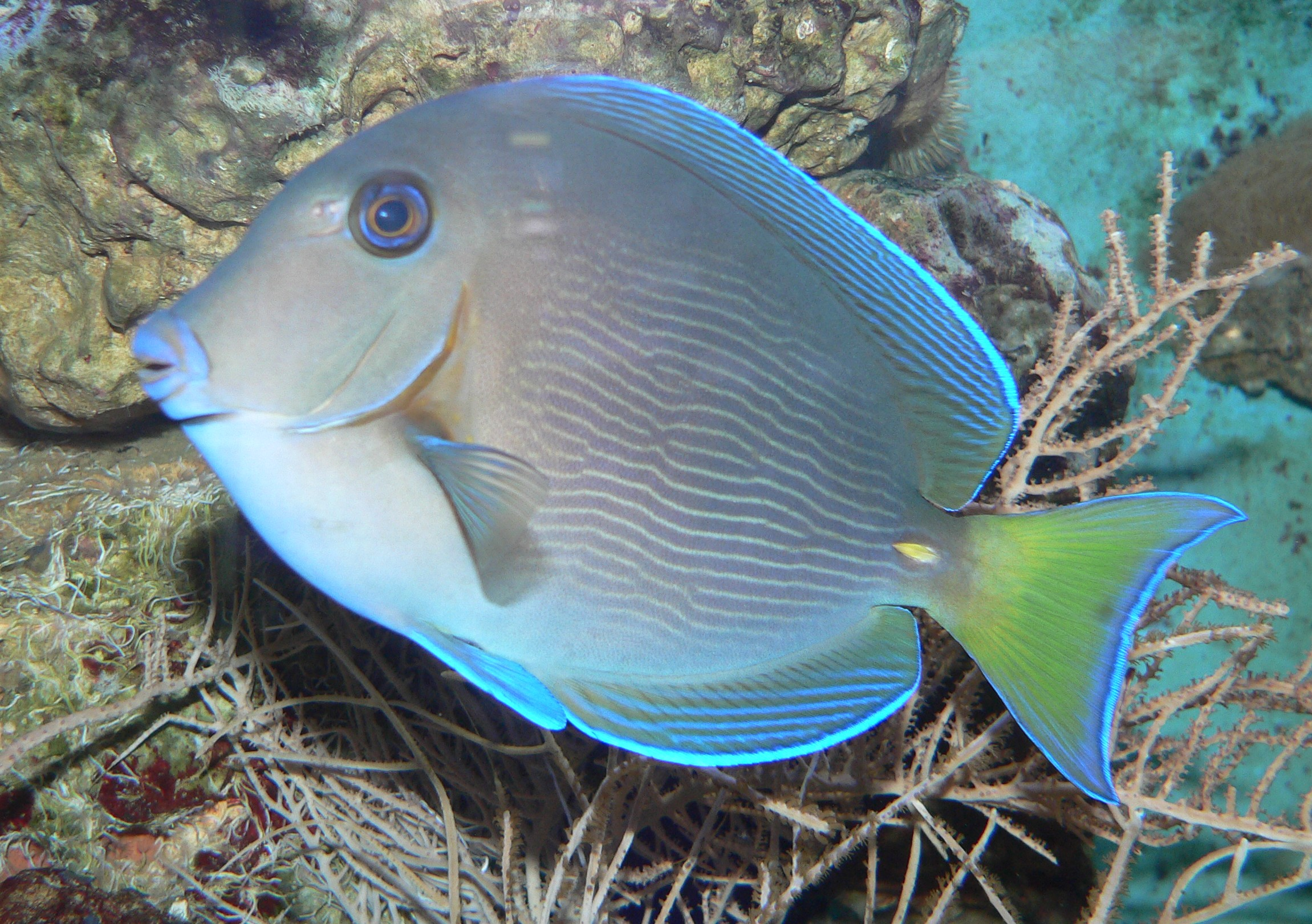
Ctenochaetus hawaiiensis
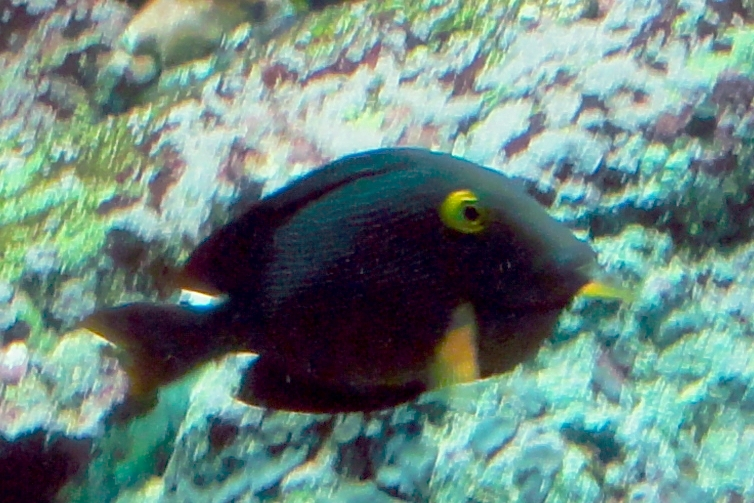
Ctenochaetus marginatus
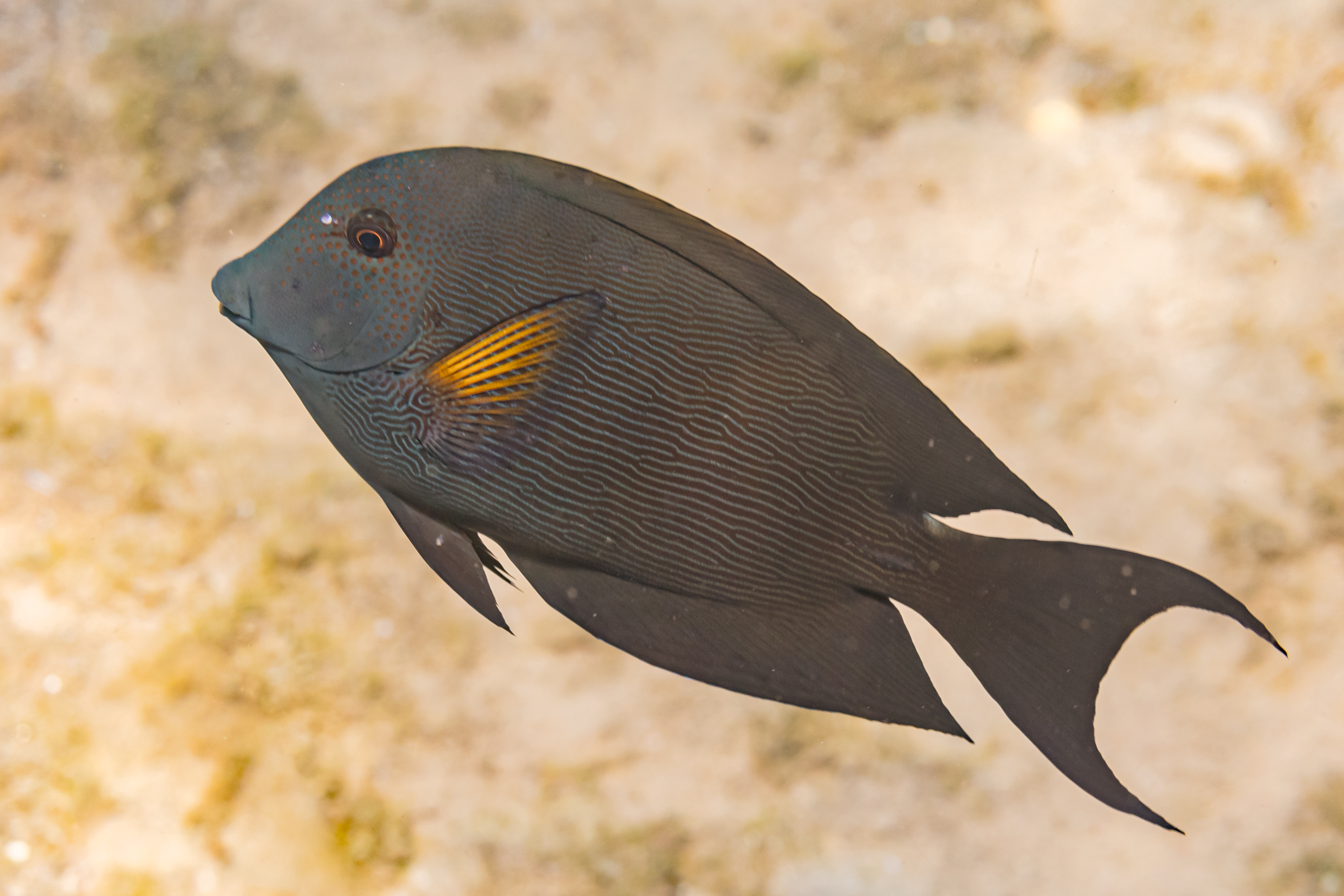
Ctenochaetus striatus
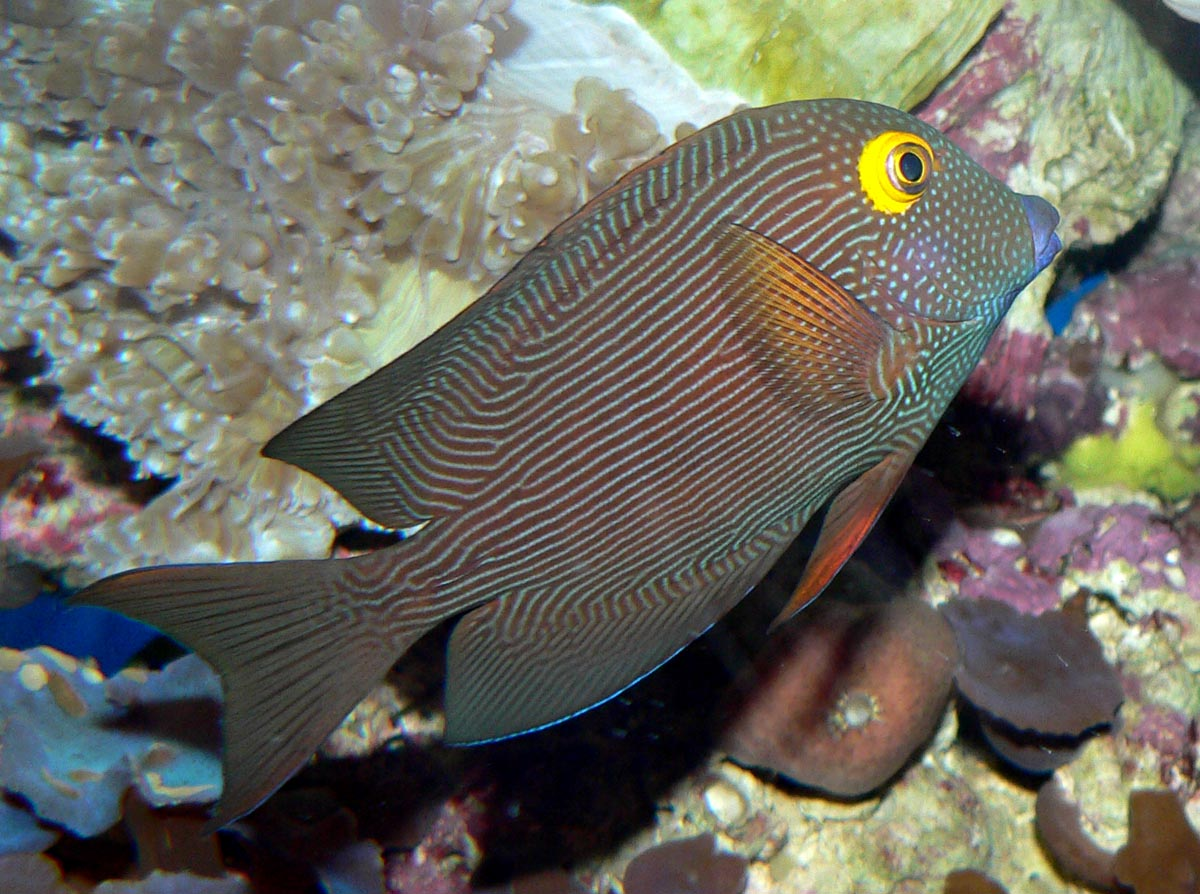
Ctenochaetus strigosus
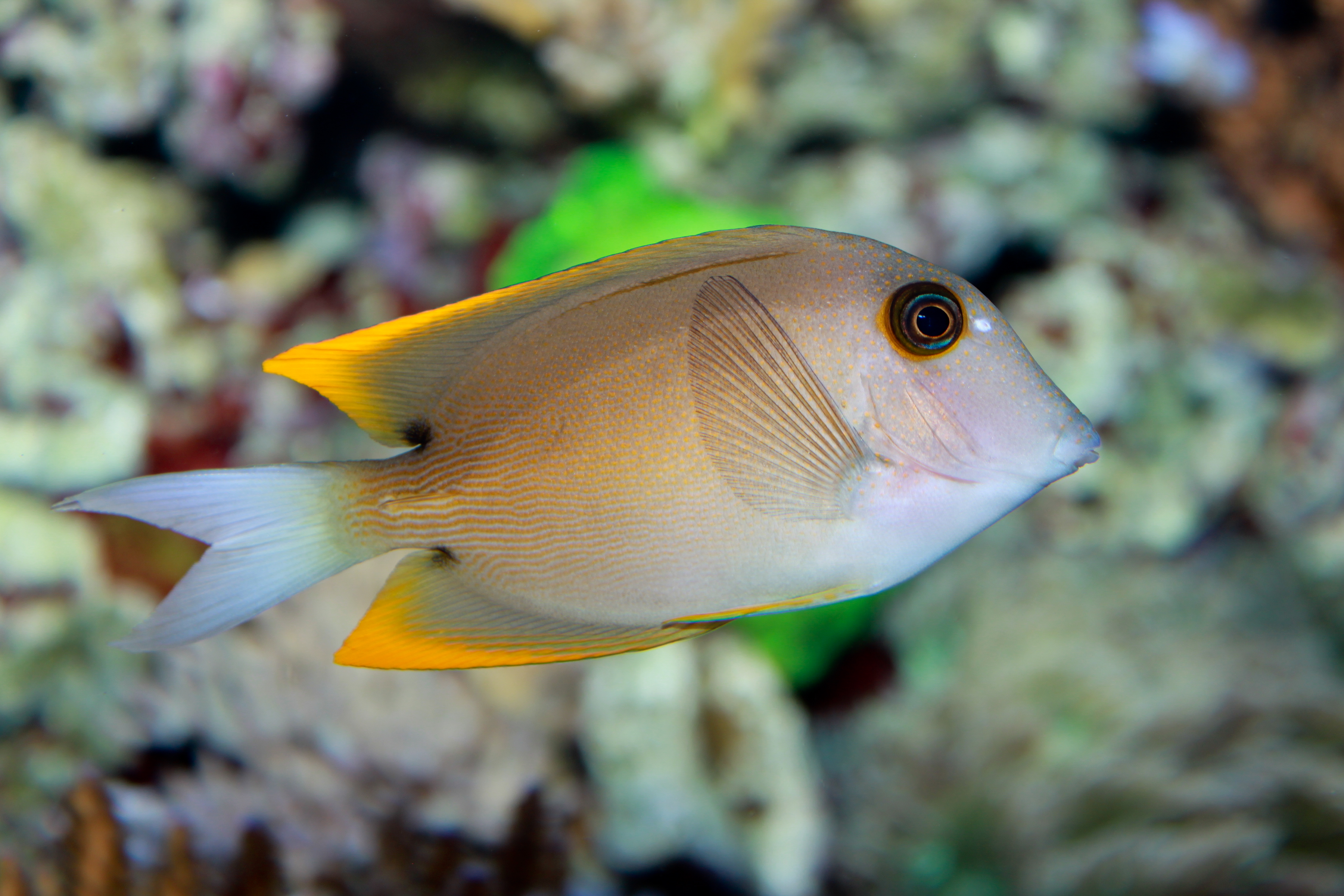
Ctenochaetus tominiensis
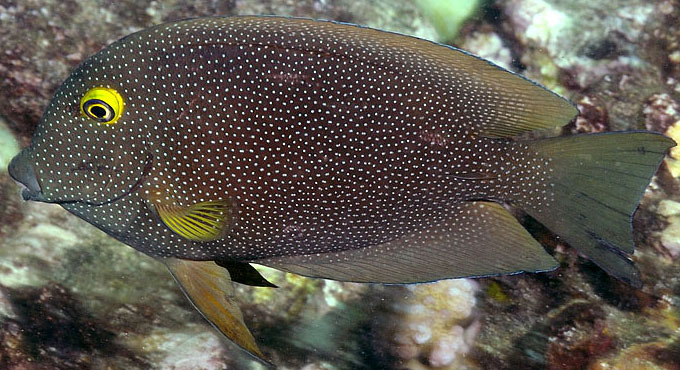
Ctenochaetus truncatus